# Tatsumi Hijikata
Tatsumi Hijikata (Akita, 9 de março de 1928 – Japão, 21 de janeiro de 1986) foi um dançarino e coreógrafo japonês, criador do butô após a Segunda Guerra Mundial. No final dos anos 1960, começou a estabelecer essa forma de dança, que é altamente coreografada com gestos estilizados extraídos de suas memórias de infância no norte do Japão e também dos mortos da guerra.
Kazuo Ohno, um dos primeiros e mais famosos butoístas do mundo todo, foi discípulo de Hijikata. A principal discípula de Hijikata foi Yoko Ashikawa, coreografada por ele e uma das primeiras butoístas a se apresentarem no ocidente.
Para o mestre Hijikata, o butô era como uma filosofia de vida; com base nisso, passava por alguns períodos de introspecção e fazia dietas para o autoconhecimento e o melhor desenvolvimento de sua dança. Ficou durante muitos anos em silêncio, período no qual pesquisou a dança através do feminino.

## Frases
- "Meu corpo alargou-se sem limites, louco" — Tatsumi Hijikata.[5]
- "Minha dança faz sinais para aquilo que vem do fundo do meu corpo." — Tatsumi Hihikata.[5]
- "Crianças pequenas, inconscientemente, consideram as mãos e outras partes de seus corpos como objetos. Sem dúvida nenhuma pensam que uma ou outra parte do corpo é uma terceira pessoa." — Tatsumi Hihikata.[5]